# اچ‌ام‌اس کریر (۱۸۱)
اچ‌ام‌اس کریر (۱۸۱) (به انگلیسی: HMS Carrere (1801)) یک کشتی بود که طول آن ۱۵۱ فوت (۴۶ متر) بود. این کشتی در سال ۱۸۰۱ ساخته شد.